# Tärnsjön (Askersunds socken, Närke, 651921-144045)
Tärnsjön är en sjö i Askersunds kommun i Närke och ingår i Motala ströms huvudavrinningsområde. Sjön är 14 meter djup, har en yta på 0,0421 kvadratkilometer och befinner sig 128,2 meter över havet.